# Ácido aminotris(metilenfosfónico)
El ATMP o ácido aminotris(metilenfosfónico) es un ácido fosfónico análogo del agente quelante ácido nitrilotriacético con fórmula química N(CH2PO3H2)3. Se clasifica como un ácido polifosfónico orgánico nitrogenado que tiene propiedades quelantes. 

## Síntesis
Se puede sintetizar a partir de una reacción tipo Mannich a partir de amoníaco, formaldehído y ácido fosforoso, de manera similar a la reacción de Kabachnik–Fields:
{\displaystyle {\ce {NH3 + 3 H2CO + 3 H3PO3 -> N[CH2P(O)(OH)2]3}}}

## Propiedades y aplicaciones
El ATMP tiene un mejor rendimiento antical que el polifosfato gracias a su excelente capacidad quelante. Puede prevenir la formación de incrustaciones en los sistemas de agua. Funciona al quelar con muchos iones metálicos.